# Sacri Chiodi

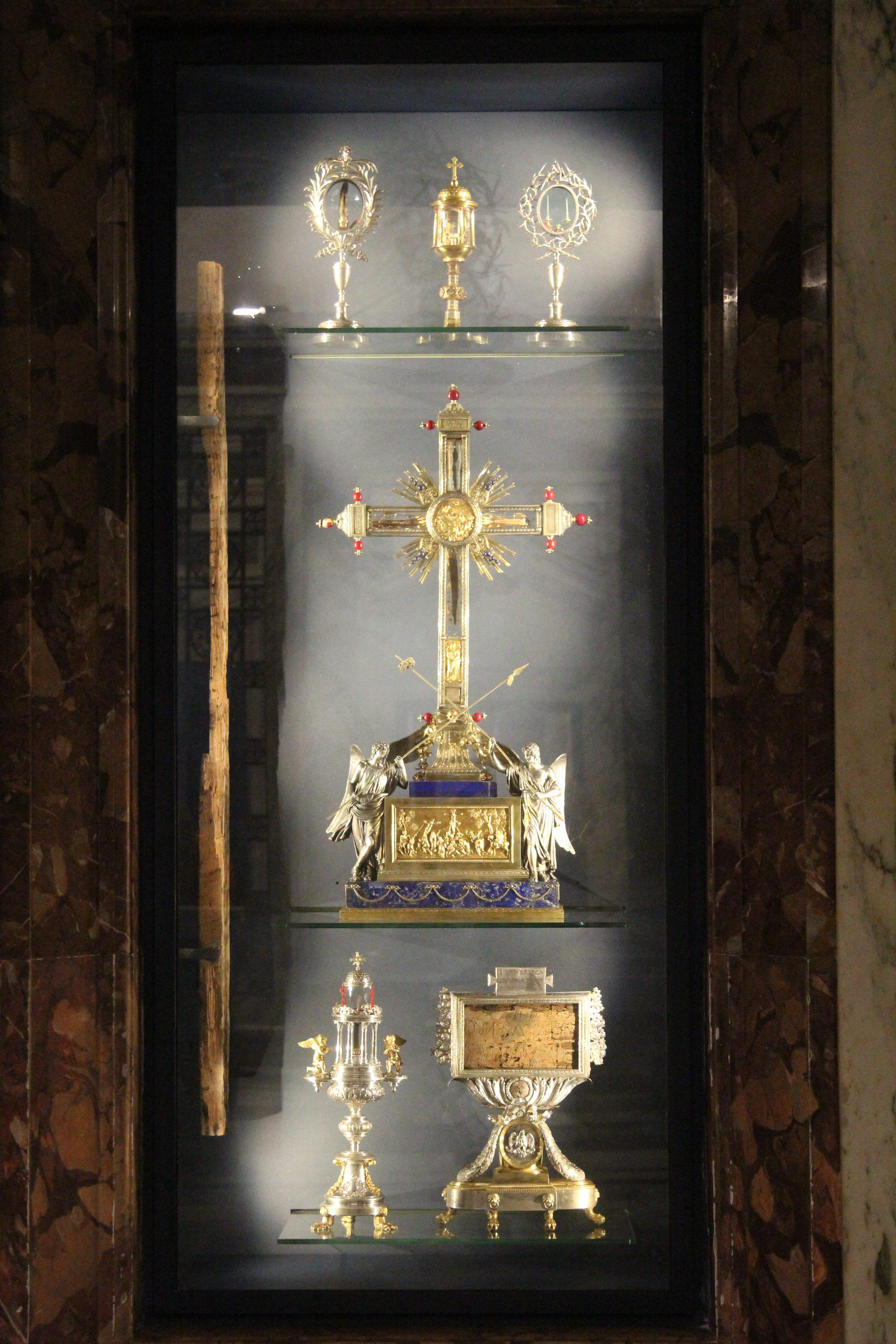
Cappella delle Reliquie in Santa Croce in Gerusalemme

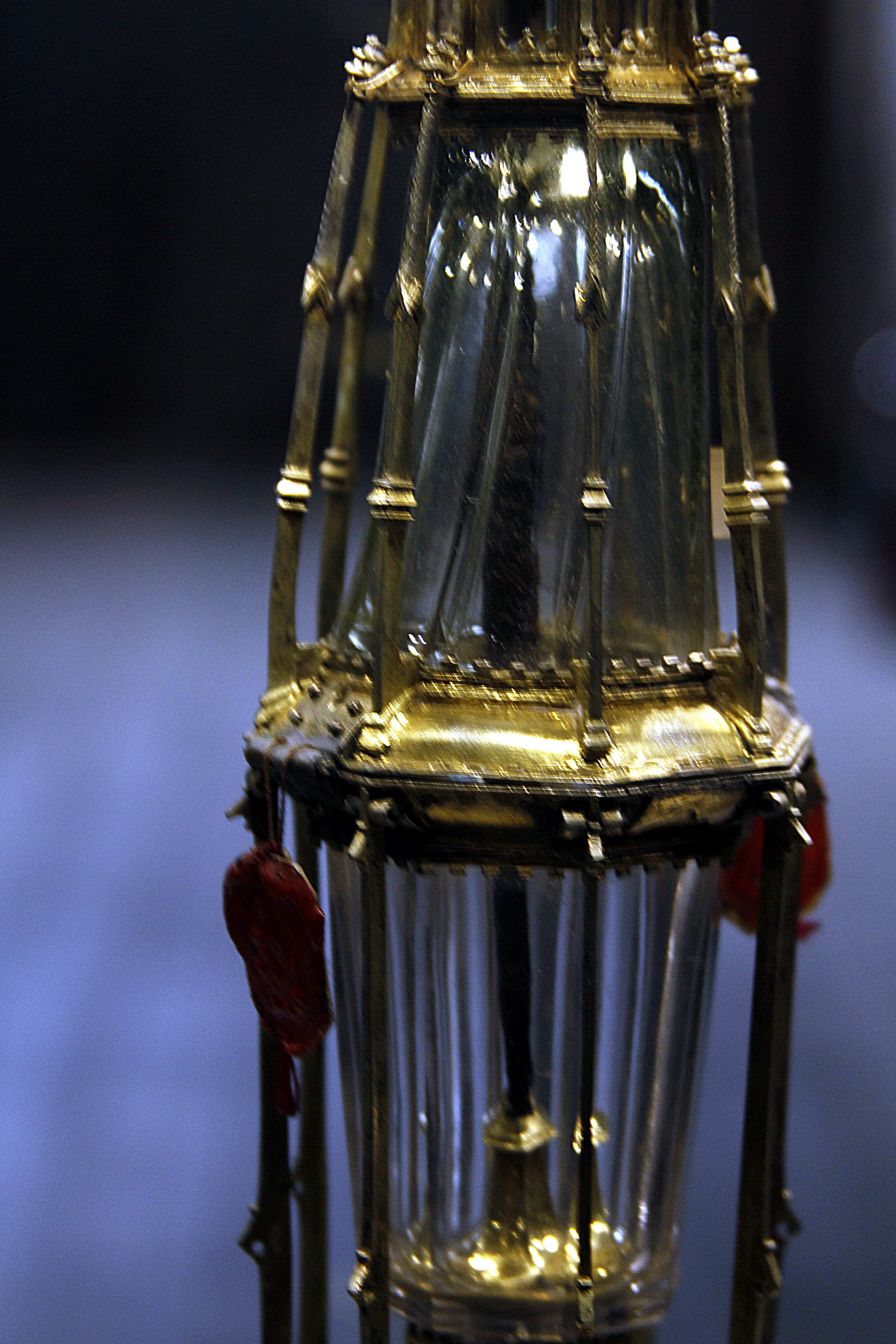
Chiodo di Santa Maria della Scala, a Siena.

Le reliquie dei Sacri Chiodi (o Santi Chiodi) sono tre (o quattro) e corrispondono ai chiodi che, secondo la tradizione, sono stati utilizzati durante la Crocifissione di Gesù. Sono tra le reliquie più preziose del mondo cristiano, assieme alla Vera Croce e al Titulus crucis.

## Storia
Secondo la tradizione cristiana, i Sacri Chiodi e la Vera croce furono rinvenuti dall'imperatrice Elena durante il suo viaggio in Terrasanta nel 327-328. Secondo tale tradizione, Elena lasciò la croce a Gerusalemme, portando invece con sé i chiodi: tornata a Roma, con uno di essi avrebbe creato un morso di cavallo, e ne avrebbe fatto montare un altro sull'elmo del figlio Costantino I, affinché l'imperatore ed il suo cavallo fossero protetti in battaglia. Ad essi si accenna per la prima volta il 25 febbraio 395 in un'orazione di Aurelio Ambrogio, che dell'esistenza delle reliquie parlò anche nell'orazione funebre per l'imperatore Teodosio I.
Gregorio di Tours parlò invece di quattro chiodi, citandone uno che fu immerso nel mare per calmare una tempesta. Nel VI secolo si trova una documentazione a Costantinopoli della venerazione di più santi chiodi, forse gli originali, forse derivazioni fatte secondo le consuetudini dell'epoca, usando una parte della reliquia originale e aggiungendovi una parte nuova a formare una replica.
Le vicende successive delle reliquie si perdono nell'assenza di documentazione, restando solo varie tradizioni orali impossibili da verificare.

## Sacro Chiodo di Milano

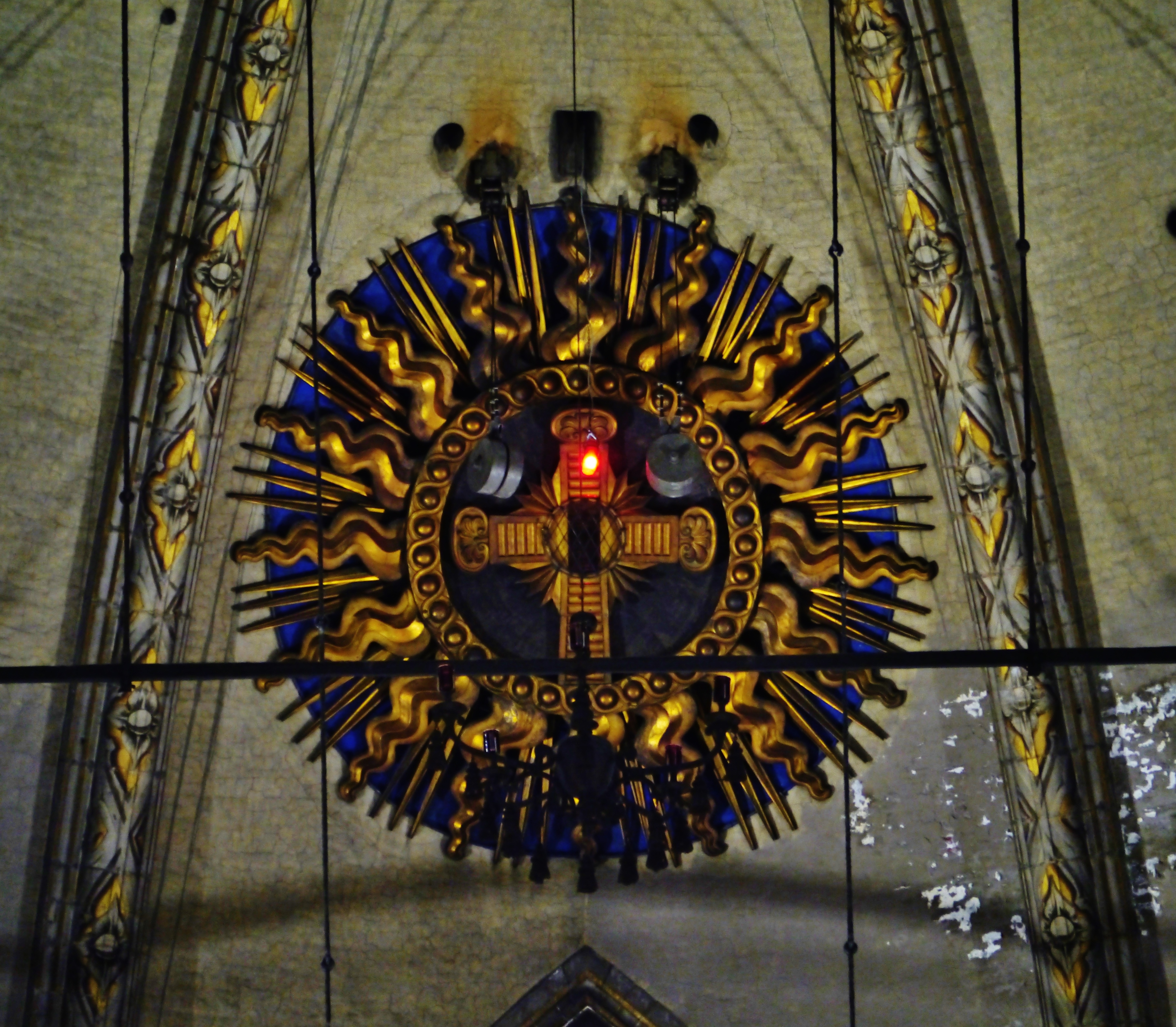
Sacro Chiodo, abside del Duomo di Milano

La più antica menzione del Sacro Chiodo di Milano è del 1389, in cui si fa menzione di una richiesta a Giangaleazzo Visconti a vantaggio della cattedrale metropolitana, dove era riposto ab antiquo uno dei chiodi con cui fu crocifisso il Salvatore. La tradizione fa risalire la presenza del Chiodo a Milano dall'epoca di Ambrogio, ma esistono numerose altre ipotesi sul suo arrivo: messo in salvo spedendolo dopo la furia iconoclasta di Leone Isaurico (sec. VIII), o arrivato con le reliquie dei Magi deposti poi nella basilica di Sant'Eustorgio, o ancora donato al vescovo Arnolfo II da Ottone III; altri ancora ipotizzano che sia arrivato con le Crociate.
Il chiodo si trova ancora oggi sospeso sopra l'altare maggiore, nel semicatino absidale, e secondo la tradizione è uno dei due provenienti dal morso del cavallo di Costantino I.
Il Sacro Chiodo è oggi conservato in un tabernacolo, posto nel semicatino absidale e segnalato da una luce rossa. Anche se sospeso molto in alto, una luce lo rende visibile da tutta la cattedrale. Il chiodo era originariamente prelevato dall'arcivescovo e mostrato ai fedeli ogni 3 maggio, festa dell'"Invenzione della Santa Croce" (cioè del ritrovamento della Croce), ora viene portato in processione il sabato che precede il 14 settembre, festa dell'Esaltazione della Santa Croce. Per prelevare il chiodo dalla sua custodia viene utilizzata la seicentesca nivola, un curioso ascensore oggi meccanizzato.

## Sacro Chiodo di Roma
Il Sacro Chiodo di Roma si trova assieme alle reliquie della Croce nella basilica di Santa Croce in Gerusalemme; secondo la tradizione sarebbe la seconda parte del morso del cavallo di Costantino.

## Sacro Chiodo di Monza
La storica Valeriana Maspero ritiene che la corona fosse il diadema montato sull'elmo di Costantino, dove il sacro chiodo era già presente. Dopo la caduta dell'Impero romano d'Occidente, l'elmo di Costantino sarebbe stato portato a Costantinopoli, ma in seguito fu reclamato dal goto Teodorico il Grande, re d'Italia, il quale aveva a Monza la sua residenza estiva. I bizantini gli inviarono il diadema trattenendo la calotta dell'elmo. Esso sarebbe poi stato montato dentro la Corona ferrea.

## Sacro Chiodo di Colle di Val d'Elsa

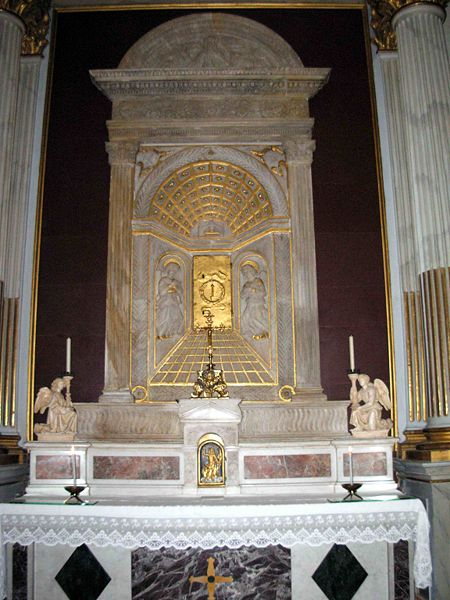
Altare del Sacro Chiodo a Colle di Val d'Elsa

Uno dei chiodi si trova nella cattedrale di Colle di Val d'Elsa in provincia di Siena. 
Si tratta di un chiodo di ferro di circa ventidue centimetri di lunghezza, munito ad un'estremità della capocchia ed all'altra ancora appuntito, intaccato e piegato in prossimità della punta. Nelle descrizioni di questa Reliquia riportate nei documenti ufficiali, sia ecclesiastici sia civili, sempre si parla di “Unus ex Clavis quo crucifixus est Dominus Noster Jesus Christus”. Così nelle bolle pontificie di Eugenio IV, Callisto III, Sisto V, Urbano VIII, Clemente X. Secondo un'antica credenza, diffusa fra i colligiani, sembra trattarsi del S. Chiodo che trafisse il piede sinistro di Gesù.
Numerose storie, manoscritte e stampate, sono concordi nel tramandarci che questa è giunta in Val d'Elsa nel IX secolo, come prezioso lascito di un vescovo franco. 
L'alto prelato che era a Roma, in un periodo di intensi contatti della Santa Sede con il Sacro Romano Impero, ricevette la Reliquia dalle mani del pontefice. Nel suo viaggio di ritorno, il vescovo morì a Viterbo e lasciò il prezioso Chiodo nelle mani di un prete del contado colligiano, di Bibbiano, compagno di viaggio del vescovo o forse suo segretario già dal viaggio d'andata. La Reliquia divenne così sua eredità e fu portata nel castello di Bibbiano da dove, infine, alla morte del sacerdote, venne trasportata in Colle, non senza suscitare rivendicazioni da parte della confinante San Gimignano.
La tradizione orale, raccolta dal prete Jacopo Fontana nel 1554, così descrive l'avvenimento: ”vedendo detto Prete piangere la Madre si voltò a lei, e gli disse: Madre mia cara, ed onoranda non piangete, che morendo io vi lascerò una Reliquia, che dove Voi vi risolverete a darla o a Colle, o a S. Gimignano sarete onorata, ed accarezzata; ma vorrei questa grazia da Voi, che per esser mio padre da Colle, e Voi da S. Gimignano, che non avesse più animo a S. Gimignano che a Colle, e però vi prego lo facciate intendere in un medesimo tempo a tutti, e chi prima giunge, di quello sia detta Reliquia, e di questo vi prego per l'amor di Dio. […] I Colligiani subito mandarono per tale Reliquia la Compagnìa di S. Croce della Pieve in Piano, quale è la prima Compagnia ordinata, e stabilita a Colle. […] E quegli di S. Gimignano arrivarono […] per aver detta Reliquia, ma non furono a tempo, perché tardarono tanto in armarsi, pensando di avere a combattere con i Colligiani” .
L'insigne Reliquia, dato il suo significato, ebbe subito un grande culto. Inizialmente fu custodita in Piano per poi trovare collocazione in Castello all'interno della pieve colligiana. Tra i devoti spicca l'arciprete della pieve, S. Alberto da Chiatina, che resse il clero di Colle dal 1177 al 1202, quando morì 'crocifisso' da lunghe sofferenze corporali sopportate con esemplare pazienza. 
Molti provvedimenti del Comune testimoniano la costante devozione della comunità colligiana. Il più significativo è forse quello del 5 maggio 1412, quando, su proposta di Taddeo Beltramini, fu stabilito con legge che i testamenti dei cittadini della Terra di Colle, per essere validi a tutti gli effetti civili, dovevano portare la scrittura di un pur minimo lascito a favore del culto del S. Chiodo.
Nel 1444 la preziosa Reliquia era ben conservata in un “forzierino di legno dorato”. Circa venti anni dopo, per custodirla degnamente, fu commissionato a Domenico Rosselli un tabernacolo monumentale. Nel 1592, quando Colle fu eretta diocesi e per volontà del suo primo vescovo, il colligiano Usimbardo Usimbardi, fu iniziata la costruzione dell'odierna cattedrale, questa pregevolissima opera del Rinascimento fu inglobata nella nuova cappella progettata per il S. Chiodo insieme al duomo. È interessante notare che l'Opera del Duomo fu qui istituita nel nome di Opera del S. Chiodo.
I fedeli che si inchinano a baciare la Reliquia, da sempre la trovano custodita in un povero bucciolo di canna, lo stesso di quel lontano giorno quando il S. Chiodo passò dal vescovo franco al prete colligiano. Le antiche memorie ricordano l'episodio nel quale il popolo di Colle volle porre il Chiodo in un reliquiario d'argento, ma lo si ritrovò miracolosamente nel suo bucciolo di canna, non per mano d'uomo. La devozione della comunità colligiana verso l'insigne Reliquia è perpetuata dalla Centuria del S. Chiodo, associazione di fedeli canonicamente istituita, fondata per iniziativa del fiorentino Giovan Battista Buonaccorsi il quale, divenuto vescovo di Colle, tra i primi suoi atti volle erigere una Centuria all'altare del S. Chiodo: era il 14 maggio 1645 , lo stesso anno della sua nomina vescovile.

## Santo Chiodo di Catania
Il Santo Chiodo di Catania, è una reliquia che per tradizione fu donata da Martino il Giovane al cenobio di San Nicolò l’Arena, così come ricordato nel Ragguaglio historico dell’incomparabile reliquia del SS. Chiodo, manoscritto della metà del XVIII secolo redatto dal monaco benedettino Francesco Onorato Colonna: «L’anno 1393 a(l) 9 febraro li serenissimi Re Martino I e Maria Regina diedero al monas(te)ro di S(a)n Nicolò il Vecchio nell’appendici di Mongibello il s(antissimo) Chiodo che trafisse la destra mano del Redentore del mondo. Detto s(anto) Chiodo è dimidiato, cioè dal capo, che tondo ovato è poi siegue quadrato sino alla metà, ben accongio in vaso d’argento, con suoi cristalli [...]».
Contestualmente al trasferimento dei benedettini da Nicolosi a Catania, si prese uso di portarlo in processione, lungo quella che poi fu nota come Festa del Santo Chiodo, evento religioso organizzato in pompa magna dal 1601 e fino al 1866, e ancora dal 1990 al 1993. Le celebrazioni si svolgevano il 14 settembre, giorno dedicato alla esaltazione della Santa Croce. Una manifestazione che la città visse con intenso fervore religioso, è che dopo quella di sant’Agata fu la più partecipata.

## Altre reliquie dei Sacri Chiodi
Oltre alle precedenti, segue un elenco non esaustivo di altre reliquie cristiane che la tradizione perlopiù locale, ormai impossibile da verificare, identifica come provenienti dal gruppo dei Sacri Chiodi:
- Un chiodo lungo 6 cm nel tesoro della cattedrale di Essen (reliquiario del Sacro Chiodo);
- Un chiodo lungo 9 cm presso la Cattedrale di Notre-Dame a Parigi;
- Un chiodo lungo 15 cm nel tesoro del duomo di Treviri;
- La spina inserita nella Lancia sacra all'Hofburg di Vienna (18,8x2 cm);
- Un chiodo nel tesoro del duomo di Colonia;
- Un chiodo nella cappella del Santo Chiodo del duomo di Bamberga, venerato dal XIV secolo;
- Un chiodo nella Cappella del Sacro Chiodo della chiesa di San Pantalon a Venezia.